# Grégoire Kamatèros
Grégoire Kamatéros est un dignitaire byzantin qui agit principalement au début du XIIe siècle, né avant 1088 et mort entre 1126 et 1132. D'humble naissance, il est bien éduqué et atteint de hauts postes sous l'empereur Alexis Ier Comnène, avant de devenir logothete ton sekreton, soit l'équivalent d'un premier ministre, tant d'Alexis que de son successeur, Jean II Comnène. Par son mariage avec Irène Doukas, apparentée à la famille impériale, il fonde une sorte de dynastie bureaucratique, les Doukas-Kamatéros.

## Biographie
Quelques références à un Grégoire Kamatéros peuvent être trouvées dans des documents et des sceaux du début du XIIe siècle. La plupart de érudits considèrent qu'il s'agit du même notable, à l'exception de Vitalien Laurent.
Selon le chroniqueur Nicétas Choniatès, Grégoire Kamatéros est d'humble naissance. Néanmoins, il reçoit une très bonne éducation, qui aurait englobé tous les champs de la connaissance,. Il apparaît dans un premier document daté de 1088, comme logariastes (comptable) du département du génikon. Son père se serait nommé Basile. Au moment de la conspiration avortée de Nicéphore Diogène contre Alexis Ier, en 1094, il vient d'être nommé secrétaire de l'empereur et participe à l'interrogatoire du rebelle,.
Un sceau atteste du fait qu'il détient le poste de gouverneur, avec le rang de préteur des thèmes du Péloponnèse et de l'Hellas. Selon Choniatès, c'est à cette période qu'il s'enrichit grâce aux taxes. Il peut alors se marier avec une proche de la famille impériale, Irène Doukas,. L'archevêque Théophylacte d'Ohrid, qui maintient une relation amicale avec Grégoire Kamatéros et lui adresse au moins cinq lettres, indique qu'il est très influent à la cour de l'Empereur. Vers 1094, il félicite Grégoire pour sa promotion au rang de nobellissime et pour son accession à la fonction de protasekretis.
Le protasékrétis est initialement le chef de la chancellerie impériale mais, selon l'historien Paul Magdalino, Grégoire Kamatéros est le premier protasékrétis à diriger le tribunal qui finit par être associé à la fonction à la fin du XIIe siècle. Plus part, il est promu au rang de sébaste et à la fonction du logothète ton sekreton. Ce dernier poste est une création d'Alexis Ier, avec pour mission de coordonner les différents départements de l'administration impériale, avant de devenir l'équivalent d'un premier ministre. Ainsi, la monodie composée par Théodore Prodrome à l'occasion des funérailles de Grégoire Kamatéros le décrit comme le véritable administrateur de l'Empire.
Après l'accession au trône de Jean II (1118-1143), Grégoire Kamatèros est mis de côté pendant un temps et le gouvernement de l'Empire est à la charge des favoris de l'empereur, le parakimomène Jean Comnène et le protovestiaire Grégoire Taronitès. Ce dernier s'avérant peu compétent, Grégoire Kamatèros est rappelé mais pas dans l'entièreté de ses fonctions précédentes. Il doit composer avec le parakimomène et le Grand domestique Jean Axouch, de plus en plus influent.
A la fin de leur vie, Grégoire et son épouse entrent dans un monastère. La date de la mort de Grégoire est inconnue mais intervient entre 1126 et 1132. Tant Théodore Prodrome que Nicolas Kalliklès écrivent un poème en son honneur,.

## Famille
Grégoire Kamatéros épouse Irène Doukas, probablement une fille du protostrator Michel Doukas et nièce d'Alexis Ier. Irène Doukas survit à son mari sans que la date de sa mort ne soit connue,. L'union mène à l'émergence de la famille des Doukas-Kamatéros, qui occupe de nombreuses hautes fonctions tout au long du XIIe siècle. Si le couple a plusieurs enfants, leur identité est souvent inconnue. Ils ont un fils, Michel, mort jeune et un Théodore Kamatéros est probablement un de leurs fils. Les deux enfants les plus connus sont Jean Doukas Kamatéros et le théologien Andronic Kamatéros. Le fils de ce dernier, Basile Doukas Kamateros, est aussi un haut dignitaire, tandis que sa sœur, Euphrosyne Doukaina Kamatera, devient l'épouse d'Alexis III Ange,.